# Hvalarter
Dette er en liste over hvalarter. Disse arter samles traditionelt i ordenen hvaler (Cetacea), men palæontologiske og molekylærgenetiske resultater fra de senere år understøtter entydigt at hvalerne er en undergruppe af de parrettåede hovdyr. Listen indeholder mere end 80 nulevende arter, inklusiv flere nyligt beskrevne, og inddelt i de to undergrupper tandhvaler (Odontoceti) og bardehvaler (Mysticeti). Den kinesiste floddelfin (baiji) er også medtaget, selv om den formentlig er uddød mellem 2005 og 2010.
Hvaler er havpattedyr karakteriseret ved en aflang, strømlinet krop, paddellignende forlemmer og ingen synlige baglemmer (de rudimentære bækkenknogler findes inde i kroppen). Halen er fladtrykt til en finne, der er hovedkilden til fremdrift.

## Undergruppe Mysticeti: Bardehvaler
Bardehvalerne (Mysticeti), er den ene af de to undergrupper (parvoorden) af Cetacea. Bardehvaler er karakteriseret ved ikke at have tænder og i stedet have bardeplader til at filtrere føde fra vandet. Desuden kan de kendes på at have et dobbelt blåsthul, hvor tandhvalerne kun har et enkelt, Nulevende bardehvalarter har kun tænder i den embryonale fase. Fossile bardehvaler havde tænder før barderne udvikledes.

### Familie Balaenidae: Rethvaler
Balaenidae er en familie af hvaler, der indeholder to slægter og 4 arter. Almindeligvis kaldes gruppen rethvaler, idet hvalfangerne betragtede dem som de rette hvaler at fange da de svømmer langsomt og ikke synker til bunds når de er harpunerede. Navnet kan dog være forvirrende, eftersom tre af arterne kaldes rethvaler (nordlig rethval, sydlig rethval og stillehavsrethval), mens den sidste blot kaldes grønlandshval. Alle rethvalerne har følgende karakteristika: en glat bug uden længdegående furer; en særpræget hovedform med stærkt opadbuet underkæbe, underlæber der omslutter siderne og fronten af snuden; lange smalle, elastiske bardeplader (op til 9 gange længere end brede) med fine bardepladehorn; sammensmeltningen af alle halshvirvler og andre skeletkarakteristika; en langsom svømmehastighed.
| Slægt Balaena Linnaeus, 1758 - 1 art    |                                      |                 |             |            |           |         |
| Dansk navn                              | Videnskabeligt navn                  | Status          | Population  | Udbredelse | Størrelse | Billede |
| Grønlandshval                           | Balaena mysticetus Linnaeus, 1758    | Ikke truet (LC) | 8.000-9.200 |            | 60 ton    |         |
| Slægt Eubalaena Gray, 1864 - 3 arter    |                                      |                 |             |            |           |         |
| Dansk navn                              | Videnskabeligt navn                  | Status          | Population  | Udbredelse | Størrelse | Billede |
| Nordkaper                               | Eubalaena glacialis Müller, 1776     | Truet (EN)      | 300         |            | 40-80 ton |         |
| Stillehavskaper eller stillehavsrethval | Eubalaena japonica Lacépède, 1818    | Truet (EN)      | 200         |            | 60-80 ton |         |
| Sydkaper eller Sydlig rethval           | Eubalaena australis Desmoulins, 1822 | Ikke truet (LC) | 7.000       |            | 40-80 ton |         |

### FamilieBalaenopteridae: Finhvaler
Finhvaler er den største gruppe af bardehvaler med ni arter i to slægter. De inkluderer de største dyr, der nogensinde har levet, blåhvalerne, som kan blive op til 150 ton, to andre, der sagtens kan blive over 50 ton, og den mindste i gruppen, vågehvalen, bliver endda op til 9 ton.
Finhvaler har deres navn efter et norsk ord, der betyder "furehval": alle medlemmer af familien har en række bugfurer på langs af kroppen, der løber fra under munden tilbage til navlen (undtagen sejhvalen som har kortere furer). Disse furer menes at tillade munden at udvides enormt under fødeindtag. Derudover har finhvalerne alle en rygfinne, en bred, let kurvet snude og korte barder.
| Underfamilie Balaenopterinae - 1 slægt, 8 arter |                                           |                 |              |            |             |         |
| Slægt Balaenoptera - 8 arter                    |                                           |                 |              |            |             |         |
| Dansk navn                                      | Videnskabeligt navn                       | Status          | Population   | Udbredelse | Størrelse   | Billede |
| Blåhval                                         | Balaenoptera musculus Linnaeus, 1758      | Truet (EN)      | 5.000-12.000 |            | 100-120 ton |         |
| Finhval                                         | Balaenoptera physalus Linnaeus, 1758      | Truet (EN)      | 64.000       |            | 45-75 ton   |         |
| Sejhval                                         | Balaenoptera borealis Lesson, 1828        | Truet (EN)      | 57.000       |            | 20-25 ton   |         |
| Brydeshval                                      | Balaenoptera brydei Olsen, 1913           | Ukendt (DD)     | 90-10.000    |            | 16-18,5 ton |         |
| Edens hval                                      | Balaenoptera edeni Anderson, 1879         | Ukendt          | Ukendt       |            | 12 ton      |         |
| Vågehval                                        | Balaenoptera acutorostrata Lacépède, 1804 | Ikke truet (LC) | Ukendt       |            | 9 ton       |         |
| Antarktisk vågehval                             | Balaenoptera bonaerensis Burmeister, 1867 | Ukendt (DD)     | Ukendt       |            | 9 ton       |         |
| Omuras hval                                     | Balaenoptera omurai Wada et al., 2003     | Ukendt (DD)     | Ukendt       |            |             |         |
| Underfamilie Megapterinae - 1 slægt, 1 art      |                                           |                 |              |            |             |         |
| Slægt Megaptera Gray, 1846 - 1 art              |                                           |                 |              |            |             |         |
| Dansk navn                                      | Videnskabeligt navn                       | Status          | Population   | Udbredelse | Størrelse   | Billede |
| Pukkelhval                                      | Megaptera novaeangliae Borowski, 1781     | Ikke truet (LC) | >60.000      |            | 25-30 ton   |         |

### Familie Eschrichtiidae: Gråhvaler
Gråhvalerne befinder sig i en familie for sig selv, eftersom de er tilstrækkeligt forskellige fra rethvalerne og finhvalerne. Gråhvalerne er de eneste bardehvaler, der lever af bunddyr, idet de filtrerer små organismer fra mudderet i lavvandede farvande. De har en drægtighedsperiode på over et år, hvilket er usædvanligt for bardehvaler.
| Slægt Eschrichtius - 1 art |                                        |                 |            |            |           |         |
| Dansk navn                 | Videnskabeligt navn                    | Status          | Population | Udbredelse | Størrelse | Billede |
| Gråhval                    | Eschrichtius robustus Lilljeborg, 1861 | Ikke truet (LC) | 26.000     |            | 14-35 ton |         |

### Familie Neobalaenidae: Dværgrethvaler
Dværgrethvaler har flere træk til fælles med rethvalerne, bl.a. den opadbuede underkæbe, men i modsætning til de store rethvaler har dværgrethvalen en rygfinne. Dværgrethvalerne er imidlertid ikke nært beslægtet med hverken rethvaler eller finhvaler, men hører til i sin helt egen familie, Cetotheriidae.
| Genus Caperea Gray, 1864 - 1 species |                              |             |            |            |           |         |
| Dansk navn                           | Videnskabeligt navn          | Status      | Population | Udbredelse | Størrelse | Billede |
| Dværgrethval                         | Caperea marginata Gray, 1846 | Ukendt (DD) | Ukendt     |            | 3-3,5 ton |         |

## Undergruppe Odontoceti: tandhvaler
Tandhvalerne (Odontoceti) kendetegnes som navnet antyder ved at have tænder, selvom næbhvalerne kun har 2 stk i undermunden, og det er kun hannerne. Tandhvalerne har dog aldrig barder og har i modsætning til bardehvaler kun et blåsthul. Tandhvaler er aktive jægere, som ernærer sig ved fisk, blæksprutter og i nogle tilfælde andre havpattedyr. Et unikt træk ved tandhvaler er deres biosonar. Ved hjælp af biosonaren kan tandhvaler navigere og fange bytte selv i totalt mørke.

### Familie Physeteridae: Kaskelotter
Kaskelothvalen er umiskendelig blandt hvaler. Det er den største af tandhvalerne, på størrelse med de store bardehvaler. Den er bl.a. kendetegnenet ved et meget stort, firkantet hoved, der udgør omtrent ⅓ af krobslængden. Blåsthullet sidder i forenden af hovedet og peger skråt forud og til venstre. Underkæben er smal og når ikke helt frem til forenden af hovedet. Der er ingen tænder i overkæben. Kaskelotter lever på dybt vand, ofte i forbindelse med kontinentalsoklen og lever af dybhavsblæksprutter.
| Slægt Physeter – 1 art   |                                       |             |                   |            |           |         |
| Dansk navn               | Videnskabeligt navn                   | Status      | Population        | Udbredelse | Størrelse | Billede |
| Kaskelot el.Kaskelothval | Physeter macrocephalus Linnaeus, 1758 | Sårbar (VU) | 200.000–2.000.000 |            | 25–50 ton |         |

### Familie Kogiidae: Dværgkaskelotter
Dværgkaskelotterne er langt mindre end kaskelotten, men har store anatomiske ligheder med denne, bl.a. anatomien af de lydproducerende strukturer i hovedet. Dværgkaskelotter er små og uanseelige, der sjældent ses. De lever på stor dybde og lever af dybhavsblæksputter.
| Slægt Kogia – 2 arter    |                                  |             |            |            |           |         |
| Dansk navn               | Videnskabeligt navn              | Status      | Population | Udbredelse | Størrelse | Billede |
| Lille dværgkaskelot      | Kogia sima Owen, 1866            | ukendt (DD) | Ukendt     |            | 250 kg    |         |
| Almindelig dværgkaskelot | Kogia breviceps Blainville, 1838 | ukendt (DD) | Ukendt     |            | 400 kg    |         |

### Familie Ziphiidae: Næbhvaler
Næbhvalerne udgør en af de største familier af tandhvaler men er samtidig en af de dårligst kendte grupper af store pattedyr. Flere arter er først beskrevet i de seneste årtier og det er sandsynligt at flere arter vil blive beskrevet i de følgende år.
Næbhvalerne, med undtagelse af den mangetandede næbhval, har ikke funktionelle tænder, i al fald ikke til fødesøgning. Kun hannerne har to stødtænder i undermunden, der sandsynligvis bruges til kampe mellem rivaliserende hanner.
Næbhvaler lever på store dybder i forbindelse med undervandsbjerge og dybhavskløfter. De lever af dybhavsblæksprutter, som de fanger ved at suge dem ind i munden ved hjælp af et kraftigt undertryk lavet af tungen.
| Underfamilie Ziphiinae – 2 slægter, 2 arter        |                                                                      |                 |          |            |             |         |
| Slægt Tasmacetus – 1 art                           |                                                                      |                 |          |            |             |         |
| Dansk navn                                         | Videnskabeligt navn                                                  | Status          | Bestand  | Udbredelse | Størrelse   | Billede |
| Mangetandet næbhval el. Tasmansk næbhval           | Tasmacetus shepherdi Oliver, 1937                                    | Ukendt (DD)     | Ukendt   |            | 2-2.5 ton   |         |
| Slægt Ziphius – 1 art                              |                                                                      |                 |          |            |             |         |
| Dansk navn                                         | Videnskabeligt navn                                                  | Status          | Bestand  | Udbredelse | Størrelse   | Billede |
| Småhovedet hval                                    | Ziphius cavirostris G. Cuvier, 1823                                  | Ikke truet(LC)  | Ukendt   |            | 2–3 ton     |         |
| Underfamilie Beradiinae – 1 slægt, 2 arter         |                                                                      |                 |          |            |             |         |
| Slægt Berardius – 2 arter                          |                                                                      |                 |          |            |             |         |
| Dansk navn                                         | Videnskabeligt navn                                                  | Status          | Bestand  | Udbredelse | Størrelse   | Billede |
| Arnoux næbhval                                     | Berardius arnuxii Duvernoy, 1851                                     | Ukendt (DD)     | Ukendt   |            | 8 ton       |         |
| Bairds næbhval                                     | Berardius bairdii Stejneger, 1883                                    | Ukendt (DD)     | Ukendt   |            | 12 ton      |         |
| Underfamilie Hyperoodontinae – 3 slægter, 17 arter |                                                                      |                 |          |            |             |         |
| Slægt Indopacetus – 1 art                          |                                                                      |                 |          |            |             |         |
| Dansk navn                                         | Videnskabeligt navn                                                  | Status          | Bestand  | Udbredelse | Størrelse   | Billede |
| Longmans næbhval                                   | Indopacetus pacificus Longman, 1926                                  | Ukendt (DD)     | Ukendt   |            | 3,5-4 ton   |         |
| Slægt Hyperoodon – 2 arter                         |                                                                      |                 |          |            |             |         |
| Dansk navn                                         | Videnskabeligt navn                                                  | Status          | Bestand  | Udbredelse | Størrelse   | Billede |
| Døgling                                            | Hyperoodon ampullatus Forster, 1770                                  | Ikke truet (LC) | ~10,000  |            | 7 ton       |         |
| Sydlig døgling                                     | Hyperoodon planifrons Flower, 1882                                   | Ikke truet (LC) | >500,000 |            | 6 ton       |         |
| Slægt Mesoplodon Gervais, 1850 – 14 arter          |                                                                      |                 |          |            |             |         |
| Dansk navn                                         | Videnskabeligt navn                                                  | Status          | Bestand  | Udbredelse | Størrelse   | Billede |
| Almindelig Næbhval                                 | Mesoplodon bidens Sowerby, 1804                                      | Sårbar (VU)     | Ukendt   |            | 1-1.3 ton   |         |
| Andrews næbhval                                    | Mesoplodon bowdoini Gervais, 1850                                    | Ukendt (DD)     | Ukendt   |            | 1 ton       |         |
| Bahamondes næbhval                                 | Mesoplodon bahamondi Gray, 1874                                      | Ukendt (DD)     | Ukendt   |            | 1.2 ton     |         |
| Blainvilles næbhval                                | Mesoplodon densirostris Blainville, 1817                             | Ukendt (DD)     | Ukendt   |            |             |         |
| Gervais' næbhval                                   | Mesoplodon europaeus Gervais, 1855                                   | Ukendt (DD)     | Ukendt   |            | 1.2 ton     |         |
| Ginkgotandet næbhval                               | Mesoplodon ginkgodens Nishiwaki & Kamiya, 1958                       | Ukendt (DD)     | Ukendt   |            | 1.5 ton     |         |
| Grays næbhval                                      | Mesoplodon grayi von Haast, 1876                                     | Ukendt (DD)     | Ukendt   |            | 1.5 ton     |         |
| Hectors næbhval                                    | Mesoplodon hectori Gray, 1871                                        | Ukendt (DD)     | Ukendt   |            | 1 ton       |         |
| Hubbs næbhval                                      | Mesoplodon carlhubbsi Sowerby, 1963                                  | Ukendt (DD)     | Ukendt   |            | 1.4 ton     |         |
| Perrins næbhval                                    | Mesoplodon perrini Dalebout, Mead, Baker, Baker, & van Helding, 2002 | Ukendt (DD)     | Ukendt   |            | 1.3–1.5 ton |         |
| Lille næbhval                                      | Mesoplodon peruvianus Reyes, Mead, and Van Waerebeek, 1991           | Ukendt (DD)     | Ukendt   |            | 800 kg      |         |
| Stejnegers næbhval                                 | Mesoplodon stejnegeri True, 1885                                     | Ukendt (DD)     | Ukendt   |            | 1.5 ton     |         |
| Layards næbhval                                    | Mesoplodon layardii Gray, 1865                                       | Ukendt (DD)     | Ukendt   |            | 2 ton       |         |
| Trues næbhval                                      | Mesoplodon mirus True, 1913                                          | Ukendt (DD)     | Ukendt   |            | 1.4 ton     |         |

### Familie Monodontidae: Narhvaler
Monodontidae består af to usædvanlige og umiskendelige hvaler fra Arktis: narhval og hvidhval. Narhval-hannerne er unikke på grund af deres lange stødtand og hvidhvaler er de eneste helt hvide hvaler. Begge arter mangler en rygfinne og har i stedet en hård bindevævsliste på ryggen. Fraværet af rygfinnen er sandsynligvis en tilpasning til at svømme i isfyldt farvande. Nakkehvirvlerne er ikke eller kun delvist sammenvoksede, i modsætning til andre tandhvaler, hvilket gør hovedet meget bevægeligt i forhold til kroppen.
| Slægt Monodon – 1 art        |                                    |                  |         |            |              |         |
| Dansk navn                   | Videnskabeligt navn                | Status           | Bestand | Udbredelse | Størrelse    | Billede |
| Narhval                      | Monodon monoceros Linnaeus, 1758   | Næsten truet(NT) | 25,000  |            | 900-1,500 kg |         |
| Slægt Delphinapterus – 1 art |                                    |                  |         |            |              |         |
| Dansk navn                   | Videnskabeligt navn                | Status           | Bestand | Udbredelse | Størrelse    | Billede |
| Hvidhval                     | Delphinapterus leucas Pallas, 1776 | Sårbar (VU)      | 100,000 |            | 1.5 ton      |         |

### Familie Phocoenidae: Marsvin
Marsvin er blandt de mindste tandhvaler. De er adskilt fra delfiner, bl.a. ved deres tænder, der er spatelformede hvorimod delfinernes er spidse. Marsvin afviger også fra delfinerne ved detaljer i de ydproducerende strukturer i hovedet. De 6 arter opdeles i 3 slægter, der dog alle er nært beslægtede.
| Slægt Neophocaena – 1 art  |                                         |                    |           |            |                 |         |
| Dansk navn                 | Videnskabeligt navn                     | Status             | Bestand   | Udbredelse | Størrelse       | Billede |
| Finneløst marsvin          | Neophocaena phocaenoides Cuvier, 1829   | Sårbar (VU)        | Ukendt    |            | 30–45 kg        |         |
| Slægt Phocoena – 4 arter   |                                         |                    |           |            |                 |         |
| Dansk navn                 | Videnskabeligt navn                     | Status             | Bestand   | Udbredelse | Størrelse       | Billede |
| Almindeligt marsvin        | Phocoena phocoena Linnaeus, 1758        | Ikke truet (LC)    | Ukendt    |            | 75 kg           |         |
| Golfmarsvin                | Phocoena sinus Norris & McFarland, 1958 | Kritisk truet (CR) | ~500      |            | 50 kg           |         |
| Brillemarsvin              | Phocoena dioptrica Lahille, 1912        | Ukendt (DD)        | Ukendt    |            | 60–84 kg        |         |
| Pigfinnnemarsvin           | Phocoena spinipinnis Burmeister, 1865   | Ukendt (DD)        | Ukendt    |            | 50–75 kilograms |         |
| Slægt Phocoenoides – 1 art |                                         |                    |           |            |                 |         |
| Dansk navn                 | Videnskabeligt navn                     | Status             | Bestand   | Udbredelse | Størrelse       | Billede |
| Dalls marsvin              | Phocoenoides dalli True, 1885           | Ikke truet (LC)    | 1,200,000 |            | 130–200 kg      |         |

### Familie Platanistidae: Ganges og Indus-floddelfiner
Familien indeholder en art, der opdeles i to underarter. Gangesfloddelfin og Indusfloddelfin
| Slægt Platanista – 1 art |                                     |            |         |            |           |         |
| Dansk navn               | Videnskabeligt navn                 | Status     | Bestand | Udbredelse | Størrelse | Billede |
| Gangesfloddelfin         | Platanista gangetica Roxburgh, 1801 | Truet (EN) | ~ 1,100 |            | 200 kg    |         |

### Familie Iniidae: Amazonfloddelfiner
| Slægt Inia – 1 art        |                                   |             |         |            |           |         |
| Dansk navn                | Videnskabeligt navn               | Status      | Bestand | Udbredelse | Størrelse | Billede |
| Amazonfloddelfin el. Boto | Inia geoffrensis Blainville, 1817 | Ukendt (DD) | Ukendt  |            | 150 kg    |         |

### Familie Lipotidae: Kinesiske floddelfiner
| Slægt Lipotes – 1 art         |                                 |                    |                   |            |           |         |
| Dansk navn                    | Videnskabeligt navn             | Status             | Bestand           | Udbredelse | Størrelse | Billede |
| Kinesisk floddelfin el. Baiji | Lipotes vexillifer Miller, 1918 | Kritisk truet (CR) | Funktionelt uddød |            | 130 kg    |         |

### Familie Pontoporiidae
Ineholder kun en art, La Plata-delfinen eller Fransiscanaen.
| Slægt Pontoporia – 1 art          |                                                  |        |             |            |           |         |
| Dansk navn                        | Videnskabeligt navn                              | Status | Bestand     | Udbredelse | Størrelse | Billede |
| La Plata-delfin eller Fransiscana | Pontoporia blainvillei Gervais & d'Orbigny, 1844 | Sårbar | 4,000–4,500 |            | 50 kg     |         |

### Familie Delphinidae: Delfiner
Havdelfiner er medlemmer af familien Delphinidae i ordenen af Cetacea. Disse havpattedyr er i relaterede til hvaler og marsvin. Som navnet antyder, har dyrene tendens til at befinde sig i åbne farvande, modsat floddelfinerne, selvom få arter så som Irrawaddy-delfinen lever ved kyst eller i floder. Seks af de større arter i havdelfinfamilien, Spækhuggeren og dens relaterede, kaldes almindeligvis hvaler i stedet for delfiner.
Havdelfinerne er karakteristiske ved at have en særpræget mund (ulig marsvinene), to eller flere sammensmeltede halshvirvler og 20 eller flere par af tænder i den øvre kæbe. Ingen af dem er mere end fire meter lange.
| Slægt Cephalorhynchus Gray, 1846 - 4 arter |                                                      |             |                   |                                           |                  |         |
| Dansk navn                                 | Videnskabeligt navn                                  | Status      | Population        | Udbredelse                                | Størrelse        | Billede |
| Commersons delfin                          | Cephalorhynchus commersonii Lacépède, 1804           | Ukendt (DD) | 3.400             |                                           | 35-60 kilogram   |         |
| Sort delfin eller chilensk delfin          | Cephalorhynchus eutropia Gray, 1846                  | Ukendt (DD) | Ukendt            |                                           | 60 kilogram      |         |
| Sydafrikansk delfin                        | Cephalorhynchus heavisidii Gray, 1828                | Ukendt (DD) | Ukendt            |                                           | 40-75 kilogram   |         |
| Hectors delfin                             | Cephalorhynchus hectori Van Beneden, 1881            | Truet (EN)  | 2.000-2.500       |                                           | 35-60 kilogram   |         |
| Slægt Steno - 1 art                        |                                                      |             |                   |                                           |                  |         |
| Dansk navn                                 | Videnskabeligt navn                                  | Status      | Population        | Udbredelse                                | Størrelse        | Billede |
| Rutandet delfin                            | Steno bredanensis Lesson, 1828                       | Ukendt (DD) | 150.000           |                                           | 100-135 kilogram |         |
| Slægt Sousa - 3 arter                      |                                                      |             |                   |                                           |                  |         |
| Dansk navn                                 | Videnskabeligt navn                                  | Status      | Population        | Udbredelse                                | Størrelse        | Billede |
| Atlantisk pukkeldelfin                     | Sousa teuszi Kükenthal, 1892                         | Ukendt (DD) | Ukendt            |                                           | 100-150 kilogram |         |
| Indisk pukkeldelfin                        | Sousa plumbea Cuvier, 1829                           | Ukendt (DD) | Ukendt            |                                           | 150-200 kilogram |         |
| Indopacifisk pukkeldelfin                  | Sousa chinensis Osbeck, 1765                         | Ukendt (DD) | Ukendt            |                                           | 250-280 kilogram |         |
| Slægt Sotalia - 1 art                      |                                                      |             |                   |                                           |                  |         |
| Dansk navn                                 | Videnskabeligt navn                                  | Status      | Population        | Udbredelse                                | Størrelse        | Billede |
| Tucuxi-delfin                              | Sotalia fluviatilis Gervais & Deville, 1853          | Ukendt (DD) | Ukendt            |                                           | 35-45 kilogram   |         |
| Slægt Tursiops - 2 arter                   |                                                      |             |                   |                                           |                  |         |
| Dansk navn                                 | Videnskabeligt navn                                  | Status      | Population        | Udbredelse                                | Størrelse        | Billede |
| Øresvin                                    | Tursiops truncatus Montagu, 1821                     | Ukendt (DD) | Ukendt            |                                           | 150-650 kilogram |         |
| Indopacifisk øresvin                       | Tursiops aduncus Ehrenberg, 1833                     | Ukendt (DD) | Ukendt            |                                           | 150-650 kilogram |         |
| Genus Stenella Gray, 1866 - 5 arter        |                                                      |             |                   |                                           |                  |         |
| Dansk navn                                 | Videnskabeligt navn                                  | Status      | Population        | Udbredelse                                | Størrelse        | Billede |
| Pantropisk plettet delfin                  | Stenella attenuata Gray, 1846                        | Ikke truet  | 3.000.000         |                                           | 100 kilogram     |         |
| Atlantisk plettet delfin                   | Stenella frontalis Cuvier, 1829                      | Ukendt (DD) | 100.000           |                                           | 100 kilogram     |         |
| Langnæbbet delfin                          | Stenella longirostris Gray, 1828                     | Ukendt (DD) | Ukendt            |                                           | 90 kilogram      |         |
| Clymenedelfin                              | Stenella clymene Gray, 1846                          | Ukendt (DD) | Ukendt            |                                           | 75-80 kilogram   |         |
| Stribet delfin                             | Stenella coeruleoalba Meyen, 1833                    | Ikke truet  | 2.000.000         |                                           | 100 kilogram     |         |
| Slægt Delphinus - 3 arter                  |                                                      |             |                   |                                           |                  |         |
| Dansk navn                                 | Videnskabeligt navn                                  | Status      | Population        | Udbredelse                                | Størrelse        | Billede |
| Almindelig delfin                          | Delphinus delphis Linnaeus, 1758                     | Ikke truet  | Ukendt            |                                           | 75-130 kilogram  |         |
| Langnæbbet almindelig delfin               | Delphinus capensis Gray, 1828                        | Ukendt (DD) | Ukendt            |                                           | 70-110 kilogram  |         |
| Slægt Lagenodelphis - 1 art                |                                                      |             |                   |                                           |                  |         |
| Dansk navn                                 | Videnskabeligt navn                                  | Status      | Population        | Udbredelse                                | Størrelse        | Billede |
| Lagenodelphis hosei                        | Lagenodelphis hosei Fraser, 1956                     | Ukendt (DD) | Ukendt            |                                           | 209 kilogram     |         |
| Slægt Lagenorhynchus Gray, 1846 - 6 arter  |                                                      |             |                   |                                           |                  |         |
| Dansk navn                                 | Videnskabeligt navn                                  | Status      | Population        | Udbredelse                                | Størrelse        | Billede |
| Hvidnæse                                   | Lagenorhynchus albirostris Gray, 1846                | Ikke truet  | 100.000           |                                           | 180 kilogram     |         |
| Hvidskæving                                | Lagenorhynchus acutus Gray, 1828                     | Ikke truet  | 200.000 - 300.000 |                                           | 235 kilogram     |         |
| Stillehavshvidskæving                      | Lagenorhynchus obliquidens Gill, 1865                | Ikke truet  | 1.000.000         |                                           | 85-150 kilogram  |         |
| Mørk hvidskæving                           | Lagenorhynchus obscurus Gray, 1828                   | Ukendt (DD) | Ukendt            |                                           | 100 kilogram     |         |
| Sydlig hvidskæving                         | Lagenorhynchus australis Peale, 1848                 | Ukendt (DD) | Ukendt            |                                           | 115 kilogram     |         |
| Korshvidskæving                            | Lagenorhynchus cruciger Quoy & Gaimard, 1824         | Ikke truet  | 140.000           |                                           | 90-120 kilogram  |         |
| Slægt Rethvalsdelfiner - 2 arter           |                                                      |             |                   |                                           |                  |         |
| Dansk navn                                 | Videnskabeligt navn                                  | Status      | Population        | Udbredelse                                | Størrelse        | Billede |
| Nordlig rethvalsdelfin                     | Lissodelphis borealis Peale, 1848                    | Ikke truet  | 400.000           |                                           | 115 kilogram     |         |
| Sydlig rethvalsdelfin                      | Lissodelphis peronii Lacépède, 1804                  | Ukendt (DD) | Ukendt            |                                           | 60-100 kilogram  |         |
| Slægt Grampus - 1 art                      |                                                      |             |                   |                                           |                  |         |
| Dansk navn                                 | Videnskabeligt navn                                  | Status      | Population        | Udbredelse                                | Størrelse        | Billede |
| Rissosdelfin                               | Grampus griseus G. Cuvier, 1812                      | Ukendt (DD) | Ukendt            | Fil:Cetacea range map Risso's Dolphin.png | 300 kilogram     |         |
| Slægt Peponocephala - 1 art                |                                                      |             |                   |                                           |                  |         |
| Dansk navn                                 | Videnskabeligt navn                                  | Status      | Population        | Udbredelse                                | Størrelse        | Billede |
| Mangetandet dværgspækhugger                | Peponocephala electra Gray, 1846                     | Ikke truet  | Ukendt            |                                           | 225 kilogram     |         |
| Slægt Feresa - 1 art                       |                                                      |             |                   |                                           |                  |         |
| Dansk navn                                 | Videnskabeligt navn                                  | Status      | Population        | Udbredelse                                | Størrelse        | Billede |
| Dværgspækhugger                            | Feresa attenuata Gray, 1875                          | Ukendt (DD) | Ukendt            |                                           | 160-350 kilogram |         |
| Slægt Pseudorca - 1 art                    |                                                      |             |                   |                                           |                  |         |
| Dansk navn                                 | Videnskabeligt navn                                  | Status      | Population        | Udbredelse                                | Størrelse        | Billede |
| Halvspækhugger                             | Pseudorca crassidens Owen, 1846                      | Ikke truet  | Ukendt            |                                           | 1,5-2 ton        |         |
| Slægt Orcinus - 1 art                      |                                                      |             |                   |                                           |                  |         |
| Dansk navn                                 | Videnskabeligt navn                                  | Status      | Population        | Udbredelse                                | Størrelse        | Billede |
| Spækhugger                                 | Orcinus orca Linnaeus, 1758                          | Ukendt (DD) | 100.000           |                                           | 4,5 ton          |         |
| Slægt Grindehvaler - 2 arter               |                                                      |             |                   |                                           |                  |         |
| Dansk navn                                 | Videnskabeligt navn                                  | Status      | Population        | Udbredelse                                | Størrelse        | Billede |
| Kortluffet grindehval                      | Globicephala macrorhynchus Gray, 1846                | Ukendt (DD) | Ukendt            |                                           | 1-3 ton          |         |
| Langluffet grindehval                      | Globicephala melas Traill, 1809                      | Ikke truet  | Ukendt            |                                           | 3-3,5 ton        |         |
| Slægt Orcaella Gray, 1866 - 2 arter        |                                                      |             |                   |                                           |                  |         |
| Dansk navn                                 | Videnskabeligt navn                                  | Status      | Population        | Udbredelse                                | Størrelse        | Billede |
| Irrawaddy-delfin                           | Orcaella brevirostris Gray, 1866                     | Sårbar      | Ukendt            |                                           | 130 kilogram     |         |
| Orcaella heinsohni                         | Orcaella heinsohni Beasley, Robertson & Arnold, 2005 | Ukendt      | Næsten truet      |                                           | 130 kilogram     |         |